# Großverband
Ein Großverband (auch als Verband bezeichnet) ist eine militärische Formation in den Teilstreitkräften, bestehend aus militärischen Truppenteilen und/oder Einheiten einer oder verschiedener Waffengattungen (Gattungen), Spezialtruppen und Sicherstellungskräften (Diensten).
Dieser Verband kann sowohl über einen konstanten als auch einen variablen Bestand an Truppen, Kräften und Mitteln verfügen. In der Regel werden militärische Formationen mit einer Personalstärke von mehr als 3.000 als Großverband bezeichnet.
Die Aufgabe des Großverbandes besteht in der Führung, Unterstützung und Sicherstellung der Handlungen kleinerer Feldformationen.

## Großverbände in der NATO

### Arten von NATO-Großverbänden
Im Bereich der NATO fallen darunter militärische Formationen ab der Brigade an aufwärts, die unter einer gemeinsamen Führung oder einem gemeinsamen Kommando und mit einem gemeinsamen Führungsstab handeln.
Zu den Großverbänden zählen in aufsteigender Reihenfolge die Brigade, die Division, das Korps oder Armeekorps, die Armee und die Heeresgruppe sowie weiter vergleichbare zeitweilige oder ständige Truppenkörper wie beispielsweise der Kriegsschauplatz oder gemäß Clausewitz das Kriegstheater.
| Militärisches Symbol | Name                                 | Truppenstärke  | Unterstellte Truppenteile      | Führung                                         |
| -------------------- | ------------------------------------ | -------------- | ------------------------------ | ----------------------------------------------- |
| XXXXXX               | Oberkommando                         | 400.000 +      | 2+ Heeresgruppen               | General (historisch: Generalfeldmarschall)      |
| XXXXX                | Heeresgruppe                         | 200.000 +      | 2+ Armeen                      | General (historisch auch: Generalfeldmarschall) |
| XXXX                 | Armee / Führungskommando             | 100.000 +      | 2+ Korps                       | General (historisch auch: Generaloberst)        |
| XXX                  | Amt / Korps / Luftwaffenkommando     | 030.000–80.000 | 2+ Divisionen                  | Generalleutnant                                 |
| XX                   | Division / Wehrbereichskommando      | 010.000–20.000 | 2–6 Brigaden                   | Generalmajor                                    |
| X                    | Brigade / Flottille / Landeskommando | 003.000–05.000 | 2–4 Regimenter oder Bataillone | Brigadegeneral oder Oberst                      |

### Führung von NATO-Großverbänden
Ein Großverband wird in der Regel durch einen Offizier der Dienstgradgruppe der Generale ab Brigadegeneral aufwärts geführt, kommandiert oder befehligt. Bei der Führung des Großverbandes unterstützt ihn ein Stab bis zur Größenordnung eines Führungskommandos.
Legende
Verbände wurden von der NATO in Karten mit einer besonderen Legende gekennzeichnet. Im entsprechenden Ordnungssystem wurden zunächst Einheiten unterhalb der Kompanieebene mit einem bis vier Punkten beschrieben, anschließend Einheiten auf Kompanieebene mit einem bis drei Strichen und schließlich Großverbände mit einem bis sechs „X“-Buchstaben.
- XXXXXX Regionen, Kriegsschauplätze[3]
  - XXXXX Heeresgruppe, Army Group: Oberbefehlshaber (Frieden General bzw. Fünf-Sterne-General im Krieg). 
 Beispiel aus dem Bereich NATO-Europa: Allied Command Operations
    - XXXX Armee, Army: Oberbefehlshaber (Vier-Sterne-General), Führungskommando/Armeestab; bei Bundeswehr: Inspekteur (Drei-Sterne-General) 
 Beispiel aus dem Bereich Bundeswehr: Kommando Heer 
 Beispiel aus dem Bereich NATO Europa: Joint Force Command Brunssum
      - XXX Korps oder Armeekorps, Corps: Kommandierender General (Generalleutnant), Führungskommando (früher auch Generalkommando)/Korpsstab 
 Beispiel aus dem Bereich Bundeswehr: Zentrum Luftoperationen 
 Beispiel aus dem Bereich NATO Europa: Eurokorps
        - XX Division: Divisionskommandeur (Generalmajor), Divisionskommando/Divisionsstab 
 Beispiel aus dem Bereich Bundeswehr: Division Schnelle Kräfte
          - X Brigade: Brigadekommandeur (Brigadegeneral), Brigadekommando/Brigadestab 
 Beispiel aus dem Bereich Bundeswehr: Panzerbrigade 21

## Großverbände der Streitkräfte Russlands
In der militärischen Theorie (Militärwissenschaft) und Praxis der Streitkräfte Russlands werden größere militärische Formationen der Teilstreitkräfte in Abhängigkeit von der Verwendung (dem Einsatz) in der taktischen, operativen, operativ-strategischen oder strategischen Ebene als Verband (ru. соединение – Sojedinjenije) oder Vereinigung (ru. объединение – Objedinjenie) bezeichnet.
Als taktischer Verband werden Formationen mit überwiegend fixen und vergleichbaren taktischen Strukturelementen bezeichnet:
- die Brigade und
- die Division – größter taktischer Verband,[2] auch als Großverband bezeichnet, und von einem Kommandeur geführt.

In den operativen und strategischen Ebenen sind flexibel zusammengesetzte Streitkräfteformationen typisch.
- Als operativ-taktischer Verband (auch Vereinigung)[2] wird das Korps eingeordnet. Die von einem Korpskommandeur (Kommandierenden General) geführten operativen Formationen verfügen in ihrem regulären Bestand über zwei bis vier taktische Verbände sowie Korpstruppen.
- Als operativer Verband wird die Streitkräfteformation Armee[4] bezeichnet. Die Armee ist ein von einem Befehlshaber geführter operativer Verband der Teilstreitkräfte, der in seinem strukturmäßigen Bestand neben den Armee-Führungsorganen die Armeetruppen aufnimmt. Nach Teilstreitkräften werden unterschieden: (allgemeine) Armee, Panzerarmee, Luftlandearmee, Luftarmee, Luftverteidigungsarmee, Raketenarmee.
- Als operative Vereinigung[5] werden bezeichnet: die Front, die Heeresgruppe, die Armeegruppe.
- Bei Handlungen mehrerer operativer Vereinigungen (einer Gruppe von Fronten / Flotten / Armeegruppen) auf einem Kriegsschauplatz mit anliegenden Randmeeren kann eine operativ-strategische Vereinigung geschaffen werden, die strategische Operationen in mehreren strategischen Räumen und in mehreren strategischen Richtungen koordiniert und führt.[6]